# Ю-Чабья
Ю-Чабья — деревня в Кезском районе Удмуртской республики.

## География
Находится в северо-восточной части Удмуртии на расстоянии приблизительно 8 км на север по прямой от районного центра поселка Кез.

## История
Известна с 1717 года как починок над речкою Ю с 5 дворами, в 1873 (деревня Над речкой Юсой или Чабья) — 19 дворов, в 1905 — 39, в 1920 (уже Ю-Чабья) — 52. До 2021 года входила в состав Юскинского сельского поселения.

## Население
| 2010 | 2012 |
| ---- | ---- |
| 91   | ↘86  |

Постоянное население составляло 8 человек (1717), 178 (1873), 308 (1905), 359 (1924, все удмурты), 111 человек в 2002 году (удмурты 97 %).